# Madeleine Petrovic
Madeleine Petrovic, née le 25 juin 1956 à Vienne, est une femme politique autrichienne.
Elle est porte-parole des Verts - L'Alternative verte de 1994 à 1996.